# Alice's Wonderland Bakery
Alice's Wonderland Bakery je americký animovaný televizní seriál z produkce Disney Television Animation, jehož premiéra proběhla 9. února 2022 na televizní stanici Disney Junior. Je založen na mediální franšíze Alenka v říši divů společnosti Disney a je pokračováním stejnojmenného filmu z roku 1951. V den premiéry bylo prvních 6 epizod předčasně vydáno ve vybraných zemích na službě Disney+. V dubnu 2022 získal seriál druhou řadu.

## Obsazení

### Hlavní postavy
- Libby Rue jako Alice: pravnučka původní hrdinky a začínající mladé pekařky v začarované pekárně v říši divů.[5]
- Abigail Estrella jako princezna Rosa: srdcová princezna a Alicina nejumělečtější kamarádka.[5]
- CJ Uyjako Hattie: chlapec, „šílený kloboučník“ a nejhloupější přítel Alice)
- Jack Stanton jako Fergie (Bílý králík): nejlepší kamarád a největší fanoušek Alice.[5]
- Secunda Wood jako Cookie: kouzelná kuchařka, která kdysi patřila Alicčině prababičce.[5]
- Audrey Wasilewski jako Dinah: Alicina kočička, která je vždy po jejím boku. Nyní má v show mluvící hlas.[5]

### Vedlejší postavy
- Max Mittelman jako Cheshire (Kocour šklíba): Aliciin tajemný a hravý kamarád.
- Craig Ferguson jako Klika dveří
- Eden Espinosa jako Srdcová královna
- Jon Secada jako Srdcový král
- Vanessa Bayer jako Tweedle Do
- Bobby Moynihan jako Tweedle Don't
- Donald Faison jako Harry the March Hare
- Rich Sommer jako Kapitán Dodo
- Yvette Nicole Brown jako Mama Rabbit

### Hostující postavy
- Ana Gasteyer jako Kiki  (český dabing: Kateřina Petrová)
- Lamorne Morris jako Dandy
- Matthew Moy jako David of Spades
- Lesley Nicol jako Iris
- Ali Stroker jako Daisy
- Melissa van der Schyff jako Jojo
- James Monroe Iglehart jako Oliver
- Mandy Gonzalez jako Matka Rose
- Christopher Fitzgerald jako Thistle
- George Salazar jako Otec Kloboučník
- Carlos Alazraqui

## Přehled řad
| Řada | Díly | Premiéra v USA  | Premiéra v USA  | Premiéra v ČR | Premiéra v ČR |
| Řada | Díly | První díl       | Poslední díl    | První díl     | Poslední díl  |
| ---- | ---- | --------------- | --------------- | ------------- | ------------- |
| 1    | 25   | 9. února 2022   | 31. března 2023 | bude oznámeno | bude oznámeno |
| 2    | 25   | 28. června 2023 | 15. dubna 2024  | bude oznámeno | bude oznámeno |

## Seznam dílů

### První řada (2022-2023)
| Č. v seriálu | Č. v řadě | Původní název                                       | Český název   | Režie | Scénář                               | Premiéra v USA     | Premiéra v ČR | Prod. kód |
| ------------ | --------- | --------------------------------------------------- | ------------- | --- | ------------------------------------ | ------------------ | ------------- | --------- |
| 1            | 12        | Unforgettable UnbirthdayPicnic for One              | bude oznámeno | námět: Nathan Chew scénář: Kaho Kubo & Arielle Yett námět: Arielle Yett scénář: James Little & Stevie Wermers-Skelton | Chelsea Beyl                         | 9. února 2022      | bude oznámeno | 101       |
| 2            | 34        | Try Again TartPie Pressure                          | bude oznámeno | námět: Steven Umbleby scénář: Scotland Barnes námět: Arielle Yett scénář: Isabelle Gedigk & Stevie Wermers-Skelton    | Michael RodriguezMarisa Evans-Sanden | 10. února 2022     | bude oznámeno | 102       |
| 3            | 56        | No Palace Like HomeA Royal Remembrance              | bude oznámeno | námět: Steven Umbleby scénář: Eugene Salandra námět: Arielle Yett scénář: Chris Otsuki & Samantha Arnett              | Stuart FriedelMichael Rodriguez      | 11. února 2022     | bude oznámeno | 103       |
| 4            | 78        | Alice's Stormy AfternoonInto the Tulgey Wood        | bude oznámeno | Steven UmblebyArielle Yett                                                                                            | Marisa Evans-SandenStuart Friedel    | 18. února 2022     | bude oznámeno | 104       |
| 5            | 910       | Gallymoggers GranolaSour Grapes                     | bude oznámeno | Steven UmblebyArielle Yett                                                                                            | Melinda LaRoseMarisa Evans-Sanden    | 25. února 2022     | bude oznámeno | 105       |
| 6            | 1112      | Cookie's Day OffPicture Furfect                     | bude oznámeno | Steven UmblebyArielle Yett                                                                                            | Lisa KettleStuart Friedel            | 4. března 2022     | bude oznámeno | 106       |
| 7            | 1314      | Order Up!Teeny-Tiny Venture                         | bude oznámeno | bude oznámeno | bude oznámeno                        | 11. března 2022    | bude oznámeno | 107       |
| 8            | 1516      | Another AliceFergie Plays the Palace                | bude oznámeno | bude oznámeno | bude oznámeno                        | 18. března 2022    | bude oznámeno | 108       |
| 9            | 1718      | Dodo DilemmaHorsin' Around                          | bude oznámeno | bude oznámeno | bude oznámeno                        | 25. března 2022    | bude oznámeno | 109       |
| 10           | 1920      | Potato PotahtoHattie's Inside-out Cake              | bude oznámeno | bude oznámeno | bude oznámeno                        | 1. dubna 2022      | bude oznámeno | 110       |
| 11           | 2122      | Easy BreezyWalk the Jabberwock                      | bude oznámeno | bude oznámeno | bude oznámeno                        | 8. dubna 2022      | bude oznámeno | 111       |
| 12           | 2324      | Roamin' HolidayThe Proof is in the Pudding          | bude oznámeno | bude oznámeno | bude oznámeno                        | 15. dubna 2022     | bude oznámeno | 112       |
| 13           | 2526      | A Royally Mad Tea PartyJojo's Bye-Bye Party         | bude oznámeno | bude oznámeno | bude oznámeno                        | 29. dubna 2022     | bude oznámeno | 113       |
| 14           | 2728      | Fergie Suits UpLook Who's Knocking                  | bude oznámeno | bude oznámeno | bude oznámeno                        | 13. května 2022    | bude oznámeno | 114       |
| 15           | 2930      | A Special BlendThe Princess and the Hare            | bude oznámeno | bude oznámeno | bude oznámeno                        | 10. června 2022    | bude oznámeno | 116       |
| 16           | 3132      | Meet the TweedlesA Very Wonderland Wedding          | bude oznámeno | bude oznámeno | bude oznámeno                        | 1. července 2022   | bude oznámeno | 117       |
| 17           | 3334      | Bubbling OverThe Card Guard Shuffle                 | bude oznámeno | bude oznámeno | bude oznámeno                        | 5. srpna 2022      | bude oznámeno | 118       |
| 18           | 3536      | A Rose Between Two ThornsDouble Dinah               | bude oznámeno | bude oznámeno | bude oznámeno                        | 12. srpna 2022     | bude oznámeno | 119       |
| 19           | 3738      | Cream Puffs of ChampionsFluffle Kerfuffle           | bude oznámeno | bude oznámeno | bude oznámeno                        | 2. září 2022       | bude oznámeno | 120       |
| 20           | 3940      | If the Shoe Hat FitsCookie is Booked                | bude oznámeno | bude oznámeno | bude oznámeno                        | 7. října 2022      | bude oznámeno |           |
| 21           | 41        | The Gingerbread Palace                              | bude oznámeno | bude oznámeno | bude oznámeno                        | 29. listopadu 2022 | bude oznámeno | 115       |
| 22           | 4243      | It's the Hatter that MattersCheshire's Cat-Astrophe | bude oznámeno | bude oznámeno | bude oznámeno                        | 13. ledna 2023     | bude oznámeno | 122       |
| 23           | 4445      | Queen AliceA Kuku Surprise                          | bude oznámeno | bude oznámeno | bude oznámeno                        | 17. února 2023     | bude oznámeno | 123       |
| 24           | 4647      | Back to the RootAlice the Piefectionist             | bude oznámeno | bude oznámeno | bude oznámeno                        | 17. března 2023    | bude oznámeno | 124       |
| 25           | 4849      | Sunny-Side-UpA Supreme Pizza Problem                | bude oznámeno | bude oznámeno | bude oznámeno                        | 31. března 2023    | bude oznámeno | 125       |

### Druhá řada (2023-2024)
| Č. v seriálu | Č. v řadě | Původní název                                          | Český název   | Režie         | Scénář        | Premiéra v USA    | Premiéra v ČR | Prod. kód |
| ------------ | --------- | ------------------------------------------------------ | ------------- | ------------- | ------------- | ----------------- | ------------- | --------- |
| 26           | 12        | Fiesta Of The Red & White RosesPeanut Butter Change-Up | bude oznámeno | bude oznámeno | bude oznámeno | 28. června 2023   | bude oznámeno | 202       |
| 27           | 34        | Party Like Kiki!The Puff Pastry Palace                 | bude oznámeno | bude oznámeno | bude oznámeno | 28. června 2023   | bude oznámeno | 203       |
| 28           | 56        | Hattie Wishes Upon A StarSeason’s Eatings              | bude oznámeno | bude oznámeno | bude oznámeno | 28. června 2023   | bude oznámeno | 204       |
| 29           | 78        | FreezeThe A-Team                                       | bude oznámeno | bude oznámeno | bude oznámeno | 30. června 2023   | bude oznámeno | 205       |
| 30           | 910       | The Looking Glass LeapBackwards Buttercake             | bude oznámeno | bude oznámeno | bude oznámeno | 1. července 2023  | bude oznámeno | 206       |
| 31           | 1112      | Alice's Tea Party To-Go-CartCroquet Away               | bude oznámeno | bude oznámeno | bude oznámeno | 2. července 2023  | bude oznámeno | 207       |
| 32           | 1314      | Two Many TeasA Tailored Treat                          | bude oznámeno | bude oznámeno | bude oznámeno | 7. července 2023  | bude oznámeno | 208       |
| 33           | 1516      | Hats and HaresForget-Me-Now                            | bude oznámeno | bude oznámeno | bude oznámeno | 14. července 2023 | bude oznámeno | 210       |
| 34           | 1718      | Mopsy-TurvyJambalaya Jamboree                          | bude oznámeno | bude oznámeno | bude oznámeno | 21. července 2023 | bude oznámeno | 211       |
| 35           | 1920      | A Hare Raising HalloweenFergie Turns the Tide          | bude oznámeno | bude oznámeno | bude oznámeno | 30. září 2023     | bude oznámeno | 201       |
| 36           | 2122      | A Knight to RememberRoaring Daisylions                 | bude oznámeno | bude oznámeno | bude oznámeno | 7. října 2023     | bude oznámeno | 212       |
| 37           | 2324      | The Sweetest Friend IndeedHats Off to Cam              | bude oznámeno | bude oznámeno | bude oznámeno | 28. října 2023    | bude oznámeno | 214       |
| 38           | 2526      | Jacques Turtelle's SoupThe Curious Case of Crumbs      | bude oznámeno | bude oznámeno | bude oznámeno | 4. listopadu 2023 | bude oznámeno | 216       |
| 39           | 27        | Alice's First Day in Wonderland                        | bude oznámeno | bude oznámeno | bude oznámeno | 3. prosince 2023  | bude oznámeno | 215       |
| 40           | 2829      | A Hat-Bachi HanukkahA Snow-Drop Summer                 | bude oznámeno | bude oznámeno | bude oznámeno | 9. prosince 2023  | bude oznámeno | 209       |
| 41           | 3031      | A Dumpling ThingA Tasteful Game of Croquet             | bude oznámeno | bude oznámeno | bude oznámeno | 10. prosince 2023 | bude oznámeno | 218       |
| 42           | 3233      | Switcheroo DayOnce in a Wondermoon                     | bude oznámeno | bude oznámeno | bude oznámeno | 16. prosince 2023 | bude oznámeno | 219       |
| 43           | 3435      | Where There's a Whisk, There's a WayHats Away!         | bude oznámeno | bude oznámeno | bude oznámeno | 17. prosince 2023 | bude oznámeno | 220       |
| 44           | 3637      | A Heart-Filled HarmonyHappy Cheshire Day!              | bude oznámeno | bude oznámeno | bude oznámeno | 12. února 2024    | bude oznámeno | 217       |
| 45           | 3839      | Dance of the Cherry BlossomsAlice and the Carpenter    | bude oznámeno | bude oznámeno | bude oznámeno | 11. března 2024   | bude oznámeno | 213       |
| 46           | 4041      | Here Kitty KittyThe Bread and Butterfly Effect         | bude oznámeno | bude oznámeno | bude oznámeno | 18. března 2024   | bude oznámeno | 221       |
| 47           | 4243      | A Spicy SituationIris on the Beach                     | bude oznámeno | bude oznámeno | bude oznámeno | 25. března 2024   | bude oznámeno | 222       |
| 48           | 4445      | Alice's Wonderful Baking SchoolZe Cookie Pizza         | bude oznámeno | bude oznámeno | bude oznámeno | 1. dubna 2024     | bude oznámeno | 223       |
| 49           | 4647      | Captain Dodo's Snack ShackA Piece of Cake              | bude oznámeno | bude oznámeno | bude oznámeno | 8. dubna 2024     | bude oznámeno | 224       |
| 50           | 4849      | Clever CloverAlice Comes to Her Senses                 | bude oznámeno | bude oznámeno | bude oznámeno | 15. dubna 2024    | bude oznámeno | 225       |